# Rakhim Chakhkiev
Rakhim Chakhkiev (en russe : Рахим Русланович Чахкиев, transcription française : Rakhim Rouslanovitch Tchakhkiev) est un boxeur russe (ingouche) né le 11 janvier 1983 à Tobolsk, Tioumen.

## Carrière
Il remporte la médaille d'or aux Jeux olympiques d'été de 2008 dans la catégorie poids lourds (- de 91 kg) en prenant sa revanche contre le champion du monde 2007, l'italien Clemente Russo. Il gagne 4 points à 2.
Chakhkiev choisit alors de passer professionnel et gagne son premier combat le 10 octobre 2009 face à Tayar Mehmed. Invaincu après 16 combats, il est en revanche battu par le polonais Krzysztof Włodarczyk, champion du monde WBC des lourds-légers, le 21 juin 2013 par arrêt de l'arbitre au 8e round.
Le boxeur russe relance sa carrière le 24 octobre 2014 en s'emparant du titre européen EBU vacant par KO au 4e round contre Giacobbe Fragomeni mais il s'incline l'année suivante par KO au 5e round contre le britannique Ola Afolabi.